# Eulasia harmonia
Eulasia harmonia là một loài bọ cánh cứng trong họ Glaphyridae. Loài này được Petrovitz miêu tả khoa học năm 1962.